# Hegemone Dorsum
Hegemone Dorsum és una formació geològica de tipus dorsum a la superfície de Mart, localitzada amb el sistema de coordenades planetocèntriques a -53.52 ° latitud N i 315.29 ° longitud E, que fa 143.63 km de diàmetre. El nom va ser aprovat per la UAI l'any 1991 i fa referència a una característica d'albedo.